# Rain Man - L'uomo della pioggia
Rain Man - L'uomo della pioggia (Rain Man) è un film del 1988, diretto da Barry Levinson e interpretato da Tom Cruise e Dustin Hoffman, vincitore dell'Orso d'oro al Festival internazionale del cinema di Berlino nel 1989. Il film si è anche aggiudicato quattro premi Oscar: miglior film, miglior regia, miglior attore protagonista e miglior sceneggiatura originale.

## Trama
Charlie Babbitt, venditore di auto di lusso di Los Angeles, viene informato che quattro Lamborghini che egli ha estrema urgenza di consegnare per poter estinguere l'ingente prestito ottenuto per acquistarle, sono trattenute al porto per il mancato rispetto delle normative anti-inquinamento. Ordina allora a un dipendente di prendere tempo mentendo agli acquirenti impazienti, dopodiché parte per il weekend con la sua collega e fidanzata Susanna. Lungo il viaggio, già gravato da un clima di tensione tra i due, Charlie riceve una telefonata che lo informa che suo padre, con cui non aveva più rapporti da anni, è morto a Cincinnati. La coppia vola perciò in Ohio, per la lettura del testamento.
Al suo arrivo Charlie apprende che il padre gli ha lasciato in eredità solo alcuni cespugli di rose e una Buick Roadmaster del 1949 che Charlie stesso a 16 anni aveva guidato senza patente, sortita che gli era costata due notti in carcere e l'allontanamento dalla famiglia. La casa e il patrimonio del genitore – circa 3 milioni di dollari – andranno invece a un fiduciario anonimo. Subito dopo scopre che l'effettivo erede è suo fratello maggiore Raymond, del quale ignorava l'esistenza: un uomo autistico ricoverato nella clinica privata di Wallbrook.
Indebitato fino al collo e sentendosi tradito dal padre, Charlie decide allora di rapire suo fratello dalla clinica con l'intento di diventarne tutore e prendere così possesso dell'intera eredità. Subito dopo comunica al dottor Bruner, il medico che segue Raymond, di essere disponibile a riportare il fratello a Wallbrook in cambio della metà del patrimonio. Il dottore comprensibilmente rifiuta ma Charlie persiste nel suo cinico piano e decide di portare Raymond con sé a Los Angeles, solo per denaro. Susanna invece, che al contrario prova empatia per Raymond ed è esasperata e disgustata dall'insensibilità di Charlie, non vuole essere coinvolta e lo abbandona.
I due fratelli proseguono così da soli il viaggio di ritorno, che compiono in auto perché Raymond ha paura dell'aereo. Lungo la strada Charlie incomincia a conoscere il fratello, dotato di un'estrema sensibilità ma anche di una memoria e di una capacità di calcolo fuori dal comune. Per il suo disturbo mentale, Raymond ha inoltre bisogno che la sua giornata sia scandita in modo rigidissimo: tutte le attività devono svolgersi in modo prestabilito e ad orari inflessibili, quasi ogni aspetto della vita quotidiana obbedisce a regole precise e inderogabili, dal menu dei pasti fino alla marca della biancheria intima.
Dapprima insofferente alle stravaganze del fratello, Charlie incomincia pian piano ad affezionarsi a lui e scopre fra l'altro che lo strano personaggio che gli cantava canzoncine da bambino – che egli chiamava Rain Man e che aveva sempre creduto un amico immaginario frutto della sua fantasia – altri non era che Raymond, che i suoi genitori a un certo punto avevano deciso di chiudere in clinica per evitare che potesse accidentalmente fargli del male, privandolo così di un fratello per tutti quegli anni.
Intanto, di passaggio a Las Vegas, Charlie escogita un modo per sfruttare a proprio vantaggio la straordinaria memoria di Raymond e ripagare così i propri debiti: lo porta con sé al Caesars Palace per giocare al tavolo del blackjack. Grazie alla capacità del fratello di memorizzare perfettamente le carte, Charlie vince più di 80.000 dollari ma viene bandito a vita dal casinò perché sospettato di imbroglio.
Tornato infine a Los Angeles, Charlie riceve la visita del dottor Bruner, giunto fin lì insieme a un altro specialista per valutare Raymond ai fini del giudizio per l'assegnazione della tutela. Benché il lungo viaggio abbia fatto nascere un vero legame tra i due fratelli, il colloquio clinico non va come Charlie sperava ed egli non ottiene l'affidamento di Raymond, che dovrà perciò tornare alla clinica di Wallbrook. Ormai sinceramente legato al fratello ritrovato, Charlie gli promette di tornare a visitarlo regolarmente.

## Produzione
Le riprese durarono poco meno di tre mesi, dal 2 maggio al 28 luglio 1988. Alcune scene del film vennero girate nel deserto vicino a Palm Springs, in California.

### Cast
In origine il film avrebbe dovuto essere diretto da Steven Spielberg, ma questi dovette rinunciare poiché impegnato con Indiana Jones e l'ultima crociata. Anche Martin Brest e Sydney Pollack furono presi in considerazione per il film, ma la scelta alla fine ricadde su Barry Levinson.
Anche per i ruoli dei due attori protagonisti si passarono in rassegna vari attori. Inizialmente si pensava a Bill Murray per la parte di Raymond e Dustin Hoffman nei panni di Charlie Babbitt. Hoffman tuttavia, dopo aver conosciuto la realtà delle persone affette da autismo frequentando un istituto specializzato, optò per la parte di Raymond. Per Charlie si pensò allora al giovane Tom Cruise, reduce dal successo di Top Gun. Prima di lui era stato contattato anche Mickey Rourke, che però rifiutò. 
Il regista Barry Levinson compare in un cameo, verso la fine della pellicola, nei panni del dottor Marston, collega del dott. Bruner incaricato di valutare l'affidamento o meno di Raymond a Charlie.

## Accoglienza
Uscito negli Stati Uniti il 16 dicembre 1988, il film fu un grandissimo successo al botteghino. Contro un budget di circa 25 milioni di dollari, la pellicola ne incassò oltre 350 a livello mondiale, di cui 170 in patria, rivelandosi il maggiore successo economico del 1988. In Italia arrivò nei cinema dal 3 marzo 1989 e fu il secondo film per incassi della stagione 1988-89, alle spalle di Chi ha incastrato Roger Rabbit.
La pellicola ebbe anche un riscontro positivo da parte della critica, che elogiò in particolare la difficile interpretazione di Dustin Hoffman e la sceneggiatura originale di Ronald Bass e Barry Morrow.

## Riconoscimenti
- 1989 - Premio Oscar
  - Miglior film a Mark Johnson
  - Migliore regia a Barry Levinson
  - Miglior attore protagonista a Dustin Hoffman
  - Migliore sceneggiatura originale a Ronald Bass e Barry Morrow
  - Candidatura alla migliore fotografia a John Seale
  - Candidatura alla migliore scenografia a Ida Random e Linda DeScenna
  - Candidatura al miglior montaggio a Stu Linder
  - Candidatura alla miglior colonna sonora a Hans Zimmer
- 1989 - Golden Globe
  - Miglior film drammatico
  - Miglior attore in un film drammatico a Dustin Hoffman
  - Candidatura alla migliore regia a Barry Levinson
  - Candidatura alla migliore sceneggiatura a Ronald Bass e Barry Morrow
- 1990 - Premio BAFTA
  - Candidatura al miglior attore protagonista a Dustin Hoffman
  - Candidatura alla migliore sceneggiatura originale a Ronald Bass e Barry Morrow
  - Candidatura al miglior montaggio a Stu Linder
- 1989 - Festival internazionale del cinema di Berlino
  - Orso d'oro a Barry Levinson
  - Premio speciale a Barry Levinson
- 1988 - Chicago Film Critics Association Award
  - Candidatura al miglior attore protagonista a Dustin Hoffman
- 1990 - Premio César
  - Candidatura al miglior film straniero a Barry Levinson
- 1989 - David di Donatello
  - Miglior film straniero a Barry Levinson
  - Miglior attore straniero a Dustin Hoffman
  - Candidatura al miglior regista straniero a Barry Levinson
  - Candidatura al miglior produttore straniero a Mark Johnson
  - Candidatura alla miglior sceneggiatura straniera a Barry Morrow e Ronald Bass
- 1989 - Nastro d'argento
  - Candidatura al regista del miglior film straniero a Barry Levinson
  - Candidatura alla miglior attrice non protagonista a Valeria Golino
- 1989 - Ciak d'oro
  - Miglior film straniero
- 1989 - Kansas City Film Critics Circle Award
  - Miglior film
  - Migliore regia a Barry Levinson
  - Miglior attore protagonista a Dustin Hoffman
  - Miglior attore non protagonista a Tom Cruise
- 1990 - Awards of the Japanese Academy
  - Candidatura al miglior film straniero
- 1988 - BMI Film & TV Award
  - Miglior colonna sonora a Hans Zimmer
- 1989 - Eddie Award
  - Miglior montaggio a Stu Linder
- 1989 - American Society of Cinematographers
  - Candidatura alla migliore fotografia a John Seale
- 1989 - DGA Award
  - Miglior regia a Barry Levinson, Gerald R. Molen, David McGiffert, Cara Giallanza e Cherylanne Martin
- 1990 - Mainichi Film Concours
  - Miglior film straniero a Barry Levinson
- 1988 - New York Film Critics Circle Award
  - Candidatura al miglior attore protagonista a Dustin Hoffman
- 1989 - People's Choice Award
  - Miglior film drammatico
- 1989 - WGA Award
  - Candidatura alla miglior sceneggiatura a Ronald Bass e Barry Morrow
- 1991 - Golden Screen
  - Golden Screen con una stella
- 1989 - Golden Screen
  - Golden Screen
- 1989 - Jupiter Award
  - Miglior film internazionale a Barry Levinson
- 1990 - Kinema Junpo Award
  - Miglior film straniero a Barry Levinson
- 1989 - National Society of Film Critics Award
  - Candidatura al miglior attore protagonista a Dustin Hoffman
- 1989 - Nikkan Sports Film Award
  - Miglior film straniero

## Impatto mediatico
Un film di Bollywood del 2008, Yuvvraaj, è liberamente ispirato a questo film.
Nel film Una notte da leoni, Alan (Zach Galifianakis) impara a contare le carte da un libro dicendo di essere diventato come Raymond. Più avanti lui (che indossa un completo identico a quello di Raymond) e Phil (Bradley Cooper) giocano ai tavoli di blackjack nel casinò presso il Caesars Palace, omaggiando chiaramente la pellicola.

## Curiosità
- Il personaggio di Raymond è stato ispirato alla figura di Kim Peek.[3]
- Nella scena iniziale del film, le prime quattro cifre presenti sul parabrezza dell'auto rossa sono rispettivamente giorno, mese e anno di nascita di Tom Cruise (3 luglio 1962).
- Nell'episodio Springfield della quinta stagione della serie animata I Simpson, vi è una parodia del film: si vedono infatti Raymond e Charlie nel casinò del Sig. Burns, in procinto di lasciare il tavolo da gioco dopo l'ennesima vincita, quando Homer, nelle vesti di croupier di blackjack, tenta di fermarli pregando Ray di fare di nuovo "quella cosa con le carte" (riferendosi alle impressionanti capacità di conteggio del savant), mettendolo notevolmente in agitazione. Nella versione italiana del brevissimo cameo Raymond è, peraltro, doppiato da Ferruccio Amendola, che presta la sua voce anche a Dustin Hoffman nel film.
- Nel libro Harry Potter e l'Ordine della Fenice (e nell'omonimo film tratto dal libro), alla richiesta di come fosse stato il bacio con Cho Chang, Harry si limita a rispondere «umido», esattamente come fa Raymond dopo il bacio in ascensore con Susanna.